# (20292) Eduardreznik
(20292) Eduardreznik (1998 FV70) – planetoida z grupy pasa głównego asteroid okrążająca Słońce w ciągu 3,58 lat w średniej odległości 2,34 j.a. Odkryta 20 marca 1998 roku.